# Charles Pratt (1er comte Camden)
Pour les articles homonymes, voir Pratt.
Charles Pratt, baptisé le 21 mars 1714 à Kensington et mort le 18 avril 1794, 1er comte Camden, est un avocat et juge britannique.
Il est notamment Lord Chancelier de Grande-Bretagne entre 1766 et 1770.
Le quartier de Camden Town est nommé en son honneur, de même que la petite ville de Camden (Caroline du Sud).

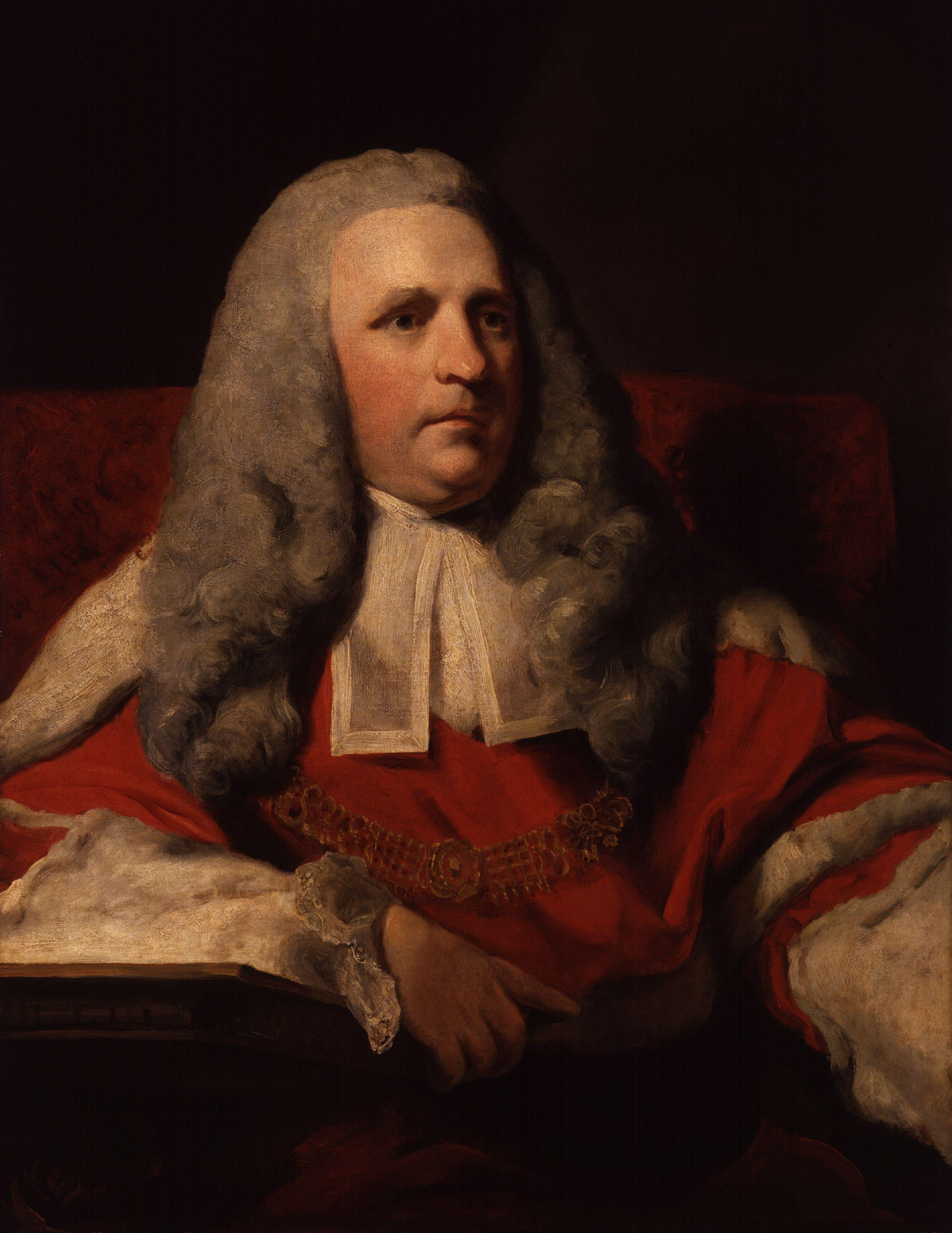
Charles Pratt.